# Mitsubishi Kasei

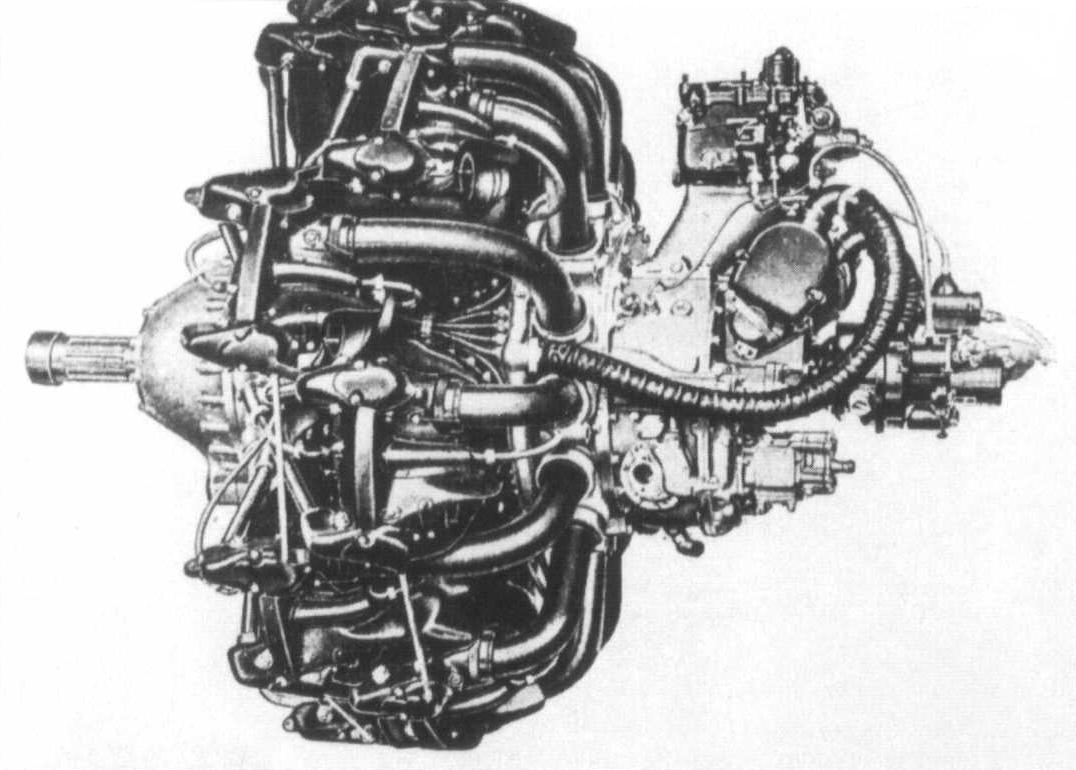
Motor Mitsubishi Kasei 11

O Mitsubishi Kasei foi um motor radial refrigerado a ar com 14 cilindros construído pela Mitsubishi Heavy Industries e usado em uma variedade de aeronaves japonesas durante a Segunda Guerra Mundial, como o Mitsubishi J2M e o Mitsubishi G4M.

## História
A Mitsubishi foi a primeira e maior produtora de motores no Império do Japão durante a Segunda Grande Guerra, com acesso a um motor Pratt & Whitney de 1937 que, talvez, tenha contribuído para este sucesso. Foi o maior motor de aeronaves disponível no Japão quando começou a Segunda Guerra Mundial e, com o passar dos anos, tornou-se um dos motores mais produzidos e mais importantes da máquina de guerra japonesa. Foi usado numa grande variedade de bombardeiros bimotores e caças monolugares que incluíram o Kawanishi E15K, o Kawanishi H8K, o Kawanishi N1K-J Kiofu, o Mitsubishi G4M (o principal bombardeiro usado pelas forças japonesas em campanhas de bombardeamento), o Mitsubishi J2M Raiden, o Nakajima B6N Tenzan, o Yokosuka P1Y Ginga e o Mitsubishi Ki-21.
O diâmetro de 134 centímetros era bastante grande para ser aplicado em aeronaves monomotor, contudo, era apenas ligeiramente mais largo que o Pratt & Whitney R-2800, que tinha 132 centímetros e alimentava numa grande variedade de aeronaves monomtor dos aliados. O motor foi construído pela Mitsubishi Heavy Industries como o Model A100 e a versão de produção foi designada como MK4 e conhecida como o Ha-101 e HA-111 pelo Exército Imperial Japonês e como Kasei pela Marinha Imperial Japonesa. O desenvolvimento e construção do Kasei foi baseada no Mitsubishi Kinsei, um motor que já havia sido desenvolvido pela Mitsubishi.
Três variantes foram empregues pela Marinha Imperial Japonesa em 1939. Foi também mais tarde adoptado pelo Exército Imperial Japonês como Ha-32, e foi desenvolvido posteriormente até dar lugar a diversas variantes, incluindo o Ha-111. No total, este motor viu ser produzidas quase 10 mil unidades, contando com todas as variantes.